# Miwako Wagatsuma
Miwako Wagatsuma (我妻三輪子) (Tóquio, 11 de abril de 1991) é uma atriz e cantora japonesa.

## Vida pessoal
Casou-se em 2015 com um homem 7 anos mais velho. Deu a luz a sua primeira filha em abril de 2019.